# Liste d'organisations de la sclérose en plaques
Liste des organisations de la sclérose en plaques dans différents pays du monde

## International
- Fédération internationale de la sclérose en plaques
- Surmonter la sclérose en plaques

## Océanie

### Australie
- MS Australia
- Surmonter la sclérose en plaques

## Europe

### France
- Association française des sclérosés en plaques
- Fondation ARSEP pour la recherche sur la sclérose en plaques
- Ligue française contre la sclérose en plaques

### Royaume-Uni
- Société de la sclérose en plaques de Grande-Bretagne
- Multiple Sclerosis Trust
- Shift.ms
- Surmonter la sclérose en plaques

## Amérique du Nord

### Canada
- Société canadienne de la sclérose en plaques

### États-Unis
- Fly for MS (en)
- Ms Focus: Multiple Sclerosis Foundation
- Myelin Repair Foundation (en)
- Société nationale de la sclérose en plaques (en)
- Surmonter la sclérose en plaques